# هيئة الصحة العامة
هيئة الصحة العامة (المركز الوطني للوقاية من الأمراض ومكافحتها سابقا) هي هيئة حكومية سعودية تهدف إلى الإسهام في الحد من الأمراض المعدية وغير المعدية، والعمل على رصدها ومتابعتها ودرء انتشارها. في 2 مارس 2021 صدر قرار مجلس الوزراء بتحويل المركز الوطني للوقاية من الأمراض ومكافحتها إلى هيئة عامة باسم هيئة الصحة العامة، وترتبط تنظيميًا بوزير الصحة.

## المهام
- إجراء البحوث والدراسات والتجارب العلمية التطبيقية في مجال تعزيز الصحة والوقاية من الأمراض المعدية وغير المعدية ومكافحتها.
- رصد ومتابعة الأمراض المعدية وغير المعدية على المستوى الوطني والدولي، وإنشاء قاعدة بيانات خاصة بها.
- دعم وتيسير تنفيذ السياسات والاستراتيجيات الوطنية لتعزيز الصحة ومكافحة الأمراض المعدية وغير المعدية.
- إعداد الخطط والاستراتيجيات اللازمة للتدخل الفوري في حالات الأوبئة والكوارث التي تؤثر في الصحة العامة.
- التعاون مع المراكز والجهات المختصة الأخرى في المملكة وخارجها في مجال تعزيز الصحة والوقاية من الأمراض المعدية وغير المعدية ومكافحتها.